# ルアーンポークン
ルアーンポークン（タイ語: หลวงพ่อคูณ）は、タイ人の上座部仏教僧。1944年に制定。ワットバンライで貸し出します。2015年5月15日に死亡。